# Libanees-Syrisch pond
Het Libanees-Syrische pond, tot 1924 officieel het Syrische pond genoemd, was een papieren munt die op 31 maart 1920 werd gecreëerd bij besluit nr. 129 van Hoge Commissaris Henri Gouraud ter vervanging van het Egyptische pond in de Franse mandaten in de Levant; het voorrecht van de uitgifte ervan werd bij dit decreet toevertrouwd aan de Bank van Syrië en Libanon (die toen Banque de Syrie heette), en de waarde ervan werd vastgesteld op 20 frank, betaalbaar per cheque in Parijs.
Het werd uitgegeven in twee series bankbiljetten van hetzelfde type vanaf 1924 op het grondgebied van de staat Groot-Libanon, de Druzen-staat en de Syrische Federatie, een van de twee series met de naam "Grand Lebanon", de andere "Syrie", zoals bepaald in een overeenkomst die op 23 januari van hetzelfde jaar werd gesloten tussen de vertegenwoordigers van deze Staten en van deze Federatie en de vertegenwoordigers van de Bank of Syria. Dit gebeurde onder auspiciën van de Hoge Commissie van de Franse Republiek en met goedkeuring van het Franse Ministerie van Financiën. De overeenkomst verleende aan de bank het exclusieve voorrecht om vanaf 1 april vijftien jaar lang geld uit te geven. Deze twee series zouden onverschillig in de ondertekenaarsgebieden circuleren, zonder dat het aantal bankbiljetten in omloop de 25 miljoen pond zou kunnen overschrijden.
De muntunie tussen Libanon en Syrië werd in 1948 verbroken.